# کراکاتوا استیل
کراکاتوا استیل (انگلیسی: Krakatau Steel) شرکت دولتی فولاد اندونزیایی است، که در سال ۱۹۷۰ تأسیس شد.